# Гревилл, Дэйзи, графиня Уорик
Фрэ́нсис Э́велин Гре́вилл, графи́ня Уо́рик (англ. Frances Evelyn Greville, Countess of Warwick; 10 декабря 1861, Лондон — 26 июля 1938) — британская аристократка, светская львица и филантроп.

## Биография

### Происхождение
Фрэнсис Эвелин Гревилл (урож. Мейнард) родилась 10 декабря 1861 года в семье полковника Чарльза Мейнарда и его второй жены Бланш Фицрой. Через свою мать Фрэнсис по нескольким линиям являлась потомком трёх внебрачных сыновей короля Карла II, среди которых были Чарльз Леннокс, 1-й герцог Ричмонд, Генри Фицрой, 1-й герцог Графтон и Чарльз Боклер, 1-й герцог Сент-Олбанс.
В возрасте 3 лет после смерти отца и деда Генри Мейнарда, 3-й виконта Мейнард унаследовала поместья и дом в Литтл-Истоне.

### Личная жизнь

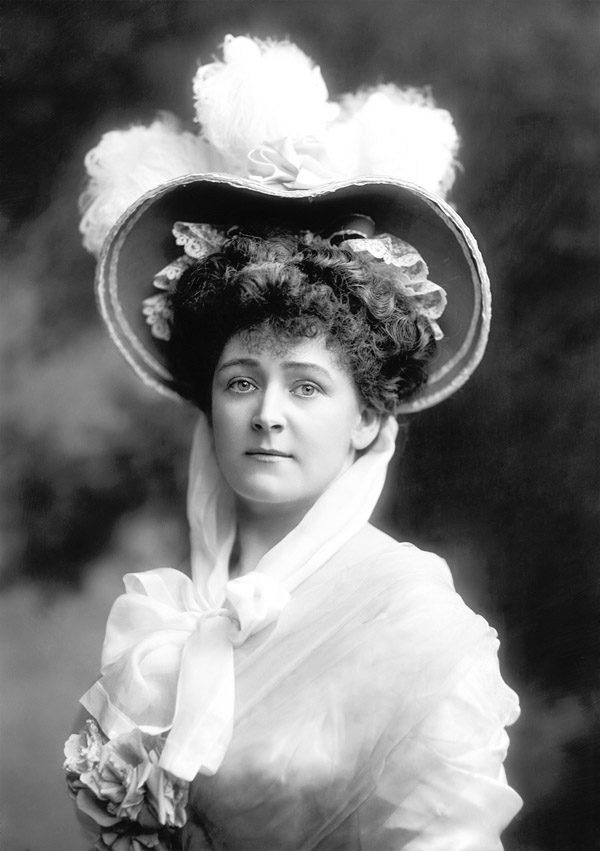
Фотография графини Уорик 1899 года

В юности считалась невестой принца Леопольда, герцога Олбани, младшего сына королевы Виктории и принца-консорта Альберта Саксен-Кобург-Готского, но брак не состоялся. Вскоре она вышла замуж за Фрэнсиса Гревилла, у супругов было 5 детей, среди которых был Леопольд Гревилл (1882—1928).
Фрэнсис Гревилл была известной светской львицей, среди её любовников были Чарльз Бересфорд, Джозеф Лэйкок и принц Уэльский, любовницей которого она была в течение многих лет.
После смерти короля Эдуарда VII в 1910 году, она пыталась продать его любовные письма королю Георгу V, но её заставили передать письма королю.

### Общественная и литературная деятельность
Леди Фрэнсис Гревилл занималась благотворительностью и общественной деятельностью. Она открыла приют для калек и школу для девочек, где их обучали рукоделию. Гревилл также добивалась того, чтобы женщины получали образование, основав Женский сельскохозяйственный колледж.
В 1923 году безуспешно баллотировалась в парламент от Лейбористской партии, но затем продолжала поддерживать Рабочую партию.
Была автором 12 книг, среди которых были труды по садоводству, две большие книги мемуаров, а также несколько очерков.

### Смерть
Скончалась 26 июля 1938 года в возрасте 76 лет, похоронена в семейном склепе графов Уорик.